# Noboru Yamaguchi
Noboru Yamaguchi (ヤマグチ ノボル Yamaguchi Noboru?) (11 de febrero de 1972 - 4 de abril de 2013) fue un autor de novelas ligeras para jóvenes japonesas y escenarios de videojuegos de la prefectura de Ibaraki, Japón. Fue muy conocido por ser el autor de las novelas ligeras y las novelas visuales de Zero no Tsukaima.
En julio del 2011, reveló en el sitio web de Media Factory que tenía un cáncer avanzado que descubrió en febrero de ese año y que no podía ser tratado en ese momento, lo que afectó su trabajo en los dos volúmenes finales de Zero no Tsukaima. Luego de una cirugía, el crecimiento del cáncer se redujo, lo que permitió que se hiciera otra cirugía en agosto del 2011.
Tuvo que regresar al hospital para una cirugía en diciembre del 2011 y otra en noviembre del 2012.
Yamaguchi falleció el 4 de abril de 2013, a la edad de 41 años. Su funeral fue el 9 de abril. Su muerte fue anunciada públicamente el 11 de abril por su familia y sus editores.

## Trabajos

### Novelas Ligeras (Originales)
| Título Japonés                                             | Traducción                                                 | Año                             | Fecha de publicación   | Volúmenes |
| ---------------------------------------------------------- | ---------------------------------------------------------- | ------------------------------- | ---------------------- | --------- |
| Nibun no Ichi                                              | Harf                                                       | Noviembre de 2000               | Nijigen Dream Novels   | -         |
| Zero no Tsukaima                                           | The Familiar of Zero                                       | Junio de 2004 - febrero de 2011 | MF Bunko J             | 21        |
| Imōto Lesson Koko wa Otome no Sono                         | Sister Lesson Here is Maiden's Garden                      | Marzo de 2005                   | Bishojo Bunko          | -         |
| Zero no Tsukaima Gaiden Tabitha no Bōken                   | The Familiar of Zero Side Story Tabitha's Adventure        | Octubre de 2006 -               | MF Bunko J             | 3         |
| Kaze no Kishihime                                          | The Night Pricess of The Gale                              | Octubre 2009 -                  | MF Bunko J             | 2         |
| Tsuppare Arisugawa                                         | Be defiant, Arisugawa                                      | Julio de 2003                   | Kadokawa Sneaker Bunko | -         |
| Sister Spring Itsukano Imouto                              | Sister Spring Sister in Someday                            | Julio de 2004                   | Bishojo Bunko          | -         |
| Kakikake no Love Letter                                    | Unfinished Love Letter                                     | Agosto 2004                     | Fujimi Mystery Bunko   | -         |
| Santa Kurarisu Kuraishisu                                  | Santa Claris Crisis                                        | Diciembre de 2005               | Fujimi Fantasia Bunko  | -         |
| Tōku 6 Mile no Kanojo                                      | 6 Miles Away from Her                                      | Febrero de 2006                 | Fujimi Mystery Bunko   | -         |
| Potion Uri no Marea                                        | Marea The Potion Saler                                     | Mayo de 2006                    | Kadokawa Sneaker Bunko | -         |
| Ani yori sugureta Imōto nado Konoyoni Sonzaisiteha Ikenai. | The Sisters more superior than the brothers mustn't exist. | Diciembre de 2011               | Atomic Bunko           | -         |

### Novelas ligeras (Novelización)
| Título Japonés                                         | Traducción                                                  | Año             | Publicación            | Volúmenes |
| ------------------------------------------------------ | ----------------------------------------------------------- | --------------- | ---------------------- | --------- |
| Canaria ~Kono omoi wo Utani nosete~                    | Canaria ~Song with my mind~                                 | Octubre de 2010 | Kadokawa Sneaker Bunko | 1         |
| Green Green Kanenone Fantastic                         | Green Green Kanenone Fantastic                              | Abril de 2003   | Kadokawa Sneaker Bunko | -         |
| Green Green Kanenone Stand By Me                       | Green Green Kanenone Stand By Me                            | Enero de 2004   | MF Bunko J             | -         |
| Strike Witches 1 no maki Suomus Iranko Chūtai Ganbaru  | Strike Witches Vol. 1 Suomus Misfits Squadron works hard    | Octubre de 2006 | Kadokawa Sneaker Bunko | -         |
| Strike Witches 2 no maki Suomus Iranko Chūtai Koisuru  | Strike Witches Vol. 2 Suomus Misfits Squadron falls in love | Marzo de 2007   | Kadokawa Sneaker Bunko | -         |
| Strike Witches 3 no maki Suomus Iranko Chūtai Hajikeru | Strike Witches Vol.3 Suomus Misfits Squadron goes wild      | Julio de 2008   | Kadokawa Sneaker Bunko | -         |

### Escenarios de videojuegos
| Título Japonés                      | Traducción                     | Año               | Publicador |
| ----------------------------------- | ------------------------------ | ----------------- | ---------- |
| Canaria ~Kono omoi wo Utani nosete~ | Canaria ~Song with my mind~    | Agosto de 2000    | Front Wing |
| Green Green                         | Green Green                    | Octubre de 2001   | Groover    |
| Gonna Be ??                         | Gonna Be ??                    | Agosto de 2002    | Groover    |
| Shiritsu Akihabara Gakuen           | Private Akihabara School       | Agosto de 2003    | Front Wing |
| Yukiuta                             | Snow Song                      | Diciembre de 2003 | Survive    |
| Makai Tenshi Djibril                | Jiburiru - The Devil Angel     | Abril de 2004     | Front Wing |
| Sora Uta                            | Sky Song                       | Agosto de 2005    | Front Wing |
| Green Green 3 Hallow Goodbye        | Green Green 3 Hallow Goodbye   | Agosto de 2005    | Front Wing |
| Boy Meets Girl                      | Boy Meets Girl                 | Febrero de 2006   | Front Wing |
| Kimi Hagu                           | Kimi Hagu                      | Marzo de 2007     | Front Wing |
| Kami Pani!                          | Kimi Pani!                     | Marzo de 2008     | Clochette  |
| Hoshi Uta                           | Star Song                      | Diciembre de 2008 | Front Wing |
| Hoshi Uta ~Starlight Serenade~      | Star Song ~Starlight Serenade~ | Diciembre de 2009 | Front Wing |
| Yumemiru Tsuki no Lunalutia         | Lunalutia of The Dreaming Moon | Noviembre de 2011 | Arianrhod  |